# Timagenész
Alexandriai Timagenész (latinul: Timagenes), (műk. Kr. e. I. században) ókori görög szónok és történetíró.
Alexandria Kr. e. 55-ben történt bevételekor esett római fogságba és vitték a fővárosba. Sulla később szabadon bocsátotta, Timagenész pedig szónoki iskolát alapított, amelynek jóhírét azonban kihívó modora erősen aláásta. Végül Augustus, akit szemtelen beszédjével megsértett Timagenész, kitiltotta őt házából. Bosszúból a szerző elégette Augustus tetteiről írt történeti művét. Híres volt a maga korában másik történeti írása, amelyben Nagy Sándor tetteit dolgozta fel. A mára már elveszett művet az ókorban Curtius Rufus, Plutarkhosz, Sztrabón, és Iosephus Flavius is használta.